# Пинскер, Симха
Симха Пинскер (род. в Тернополе, Австрийская империя, в 1801 году, умер в Одессе в 1864 году) — российский учёный и археолог галицко-еврейского происхождения. Отец сиониста Льва Пинскера.

## Биография
Воспитанием Симхи занимался его отец, известный в своё время проповедник, который преподавал сыну также арифметику и немецкий язык. В юношеские годы Симха увлекался хасидизмом. Неудачи в коммерческих предприятиях вынудили его бросить дела и переселиться в Одессу, где благодаря красивому почерку ему удалось занять место секретаря у раввина.
При материальном содействии некоторых меценатов он основал школу, во главе которой стоял до 1840 года. Приблизительно в то время в Одессу явился караимский деятель А. Фиркович, который вывез из Крыма и с Кавказа много еврейских манускриптов; среди них находился список Позднейших Пророков, интересный тем, что имел совершенно особую пунктуацию и особые знаки кантиляции. Уже ранее Симха стал известен в качестве археолога, благодаря статьям в «Orient’е»; теперь перед ним открылось широкое поле для изысканий и его слава упрочилась. Русское правительство удостоило его двумя золотыми медалями и званием почётного гражданина, а еврейская община Одессы обеспечила его пожизненной ежегодной пенсией в 300 рублей. Пинскер посвятил себя исключительно научным исследованиям.
Он переселился в Вену, чтобы заняться дальнейшими трудами и их изданием.

## Труды

### «Ликкуте Кадмонийот» (1860)
Первым и наиболее важным трудом его, появившимся в печати, был «Ликкуте Кадмонийот» или «Сборник древностей» (Вена, 1860) — история развития караимства; но, как сообщает ЕЭБЕ, его выводы частью основаны на подделках Фирковича.
По утверждению Пинскера, слово караим является производным от еврейского др.-евр. קרא‬ («звать, призывать»), и его стали употреблять при зарождении этой секты, когда караимы рассылали своих эмиссаров с призывом к еврейскому миру присоединиться к ним. Кроме того, Пинскер пытался доказать, что основы еврейской грамматики, лексикографии и новоеврейской поэзии обязаны учёным представителям караимства, и что такие представители еврейской литературы средних веков, как ибн-Габироль и Иуда Галеви, были подражателями караимских поэтов. Это мнение было опровергнуто Шором, А. Гейгером и др.
Впечатление, произведенное этим произведением, было огромное. Йост и Грец признали взгляды Пинскера. Выводы «Сборника древностей», пусть и устаревшие, тем не менее по богатству собранного материала имеют громадную ценность.

### Другие работы
Другим трудом Пинскер был «Mebo el-ha-Nikkud ha-Aschuri o ha-Babli» («Мебо эль-ха-Никкуд ха-Ашури о ха-Бабли»; Вена, 1863) — введение в систему вавилонско-еврейской пунктуации, результат исследований еврейских манускриптов в одесской библиотеке.
Пинскеру принадлежат:
- часть комментария на «Сефер ха-Эхад» или «Книгу единицы» (изд. Одесса, 1867) — сочинение Авраама ибн-Эзры о девяти главнейших числах, изданное с дополнениями Гольдгарта;
- «Mischle ha-Gezerah we-ha-Binjah» (Вена, 1887) — исследование еврейских глаголов[4].

Кроме того, осталось еще большое число рукописей о еврейском языке и литературе.